# Give It to Me Baby
«Give It to Me Baby» (рус. Дай мне это, детка) — песня, написанная американским певцом Риком Джеймсом. Взятая из его альбома Street Songs, песня выступила в чарте Billboard Hot 100, продержавшись две недели на 40-й позиции и пять недель на вершине хит-парада R&B. Как и две другие песни с альбома — «Super Freak» и «Ghetto Life» она добралась до первой позиции американского танцевального хит-парада и продержалась на нём три недели летом 1981 года. Песня сыскала наибольший успех у ритм-н-блюзовой и танцевальной аудитории. Песня также использовалась в качестве музыкальной темы для эксцентричного персонажа Брока Хадсона (в исполнении Мэттью Лилларда) в романтической комедии 1999 года «Это всё она», а также прозвучала в видеоиграх: EA Skate, Scarface: The World is Yours, Grand Theft Auto Vice City на радиостанции Fever 105 , Grand Theft Auto V на радиостанции Space 103.2.

## Семплы
Части трека были семплированы или интерполированы на:
- «Thriller»  by Michael Jackson (1982)
- «Let's Get It Started»  by MC Hammer (1988)
- «Fight the Power»  by Public Enemy (1989)
- «Libera L'anima»  by Jovanotti (1991)
- «I'm All That»  by DJ Jazzy Jeff & the Fresh Prince (1991)
- «Gitty Up»  by Salt-N-Pepa (1998)
- «Dooinit»  by Common (2000)
- «I Just Wanna Love U (Give It To Me)»  by Jay-Z (2000)
- «P&P 1.5»  by Kendrick Lamar (2010)
- «Pretty fly»  by The Offspring (1998)